# Saint-Sever-de-Saintonge
Saint-Sever-de-Saintonge è un comune francese di 637 abitanti situato nel dipartimento della Charente Marittima nella regione della Nuova Aquitania.

## Società

### Evoluzione demografica
Abitanti censiti